# Attaque sur Nibeiwa
Guerre du Désert de la Seconde Guerre mondiale
Batailles
Guerre du Désert
- Invasion de l'Égypte
- Compass (Fort Capuzzo
- Nibeiwa
- Sidi Barrani
- Bardia
- Tobrouk (1941)
- Mechili
- Beda Fomm)
- Koufra
- Siège de Giarabub
- Sonnenblume
- El Agheila (1941)
- Siège de Tobrouk (Raid sur Bardia
- Raid Twin Pimples)
- Skorpion
- Brevity
- Battleaxe
- Crusader (Flipper
- Bir el Gubi (novembre 1941)
- Point 175
- Bir el Gubi (décembre 1941))
- Fort Lamy
- Gazala (Bir Hakeim
- Tobrouk (1942))
- Mersa Matruh
- El Alamein (juillet 1942) (Raid sur l'aérodrome de Sidi Haneish)
- Alam el Halfa
- Agreement (Caravan)
- Bertram
- Braganza
- El Alamein (octobre 1942) (Avant-poste Snipe)
- El Agheila (1942)

Débarquement allié en Afrique du Nord
- Blackstone
- Casablanca
- Reservist
- Terminal
- Port Lyautey
- Brushwood

Campagne de Tunisie
- Course pour Tunis
- Ligne Mareth
- Sidi Bouzid
- Kasserine
- Sejnane
- Ochsenkopf
- Capri
- Ksar Ghilane
- Pugilist
- El Guettar
- Wadi Akarit
- Longstop Hill
- Hill 609
- Vulcan
- Flax
- Retribution
- Strike

L'attaque de Nibeiwa a eu lieu le 9 décembre 1940 près de Nibeiwa, en Égypte, lorsque le camp fortifié italien tenu par le Groupe Maletti du général du même nom, la force blindée de la 10e armée, a été envahi par les troupes britanniques et indiennes. L'attaque était l'engagement d'ouverture de l'opération Compass, un raid britannique qui, en cas de succès, serait poursuivi pour tenter d'expulser les Italiens d'Égypte. L'Italie avait déclaré la guerre à la France et à la Grande-Bretagne le 10 juin et lors de l'invasion italienne de l'Égypte (Operazione E) du 9–16 septembre 1940, la 10e armée italienne avait atteint Sidi Barrani et s'était retranchée pour attendre l'achèvement de la Via della Vittoria, une extension de la Via Balbia, en cours de construction à partir de la frontière ; le groupe Maletti mit en garnison un camp à Nibeiwa, à 20 km au sud du port de Sidi Barrani.
Les Britanniques avaient mené une action retardatrice lors de l'avance italienne avec le 7e groupe de soutien de la 7e division blindée et ont maintenu leur force principale à la tête de ligne de Mersa Matruh, à 130 km à l'est de Sidi Barrani. Les Britanniques sondaient continuellement les défenses italiennes, puis planifiaient un raid de cinq jours sur les camps italiens, qui avaient été construits en arc de cercle de la côte de Maktila à Sofafi au sud-ouest sur l'escarpement intérieur. Les Britanniques avaient l'intention d'avancer dans la brèche Nibeiwa-Rabia et d'attaquer Nibeiwa par l'ouest et si cette attaque réussissait, attaquer les camps de Tummar Ouest et Tummar Est. Les chars de la 7e division blindée formeraient un écran défensif à l'ouest pour intercepter une contre-attaque et protéger le flanc de la 4e division d'infanterie indienne lors de l'attaque des camps.
L'infanterie britannique et indienne répéta une attaque avec les chars du 7e régiment royal de chars fin novembre et une autre répétition fut annoncée pour début décembre, ce qui était en fait l'attaque. Dans la nuit du 9 au 10 décembre, l'attaque débuta par des diversions du côté est alors que la force principale se rapprochait de l'ouest. La véritable attaque prit les Italiens par surprise, détruisit les 28 chars avant que leurs équipages ne puissent réagir, puis fit irruption dans le camp. Les garnisons italienne et libyenne ont résisté à l'attaque avec une grande détermination mais furent systématiquement envahies par une combinaison de chars, d'artillerie tirant à bout portant et d'infanterie. Les troupes italiennes et libyennes ont subi 4 157 pertes contre 56 hommes tués et 27 chars mis hors de combat ou en panne pour les forces britanniques. Le succès à Nibeiwa fut le commencement de l'effondrement de la position italienne en Egypte.